# Фермер Джайлз із Гема
«Фермер Джайлз із Гема» (англ. Farmer Giles of Ham) — комічна байка англійського письменника Джона Толкіна. Твір створений 1937 року, але опублікований у 1949 році. Злегка іронічна історія, яка розповідає про звичайного фермера Джайлза з Гема, переможця велетнів і драконів, володаря меча-Хвосторуба. Історія лише дотично пов'язана з легендаріумом Середзем'я.

## Сюжет
Події відбуваються у Британії в Середньому Королівстві у невизначену епоху, «ймовірно, після царювання короля Койля, але до короля Артура і Семи англійських королівств». Егідіус Агенобарбус Юліус Агрікола з Гема був звичайним фермером. Він був товстим і рудоволосим, насолоджується повільним, комфортним життям. Одного разу на поля фермера забрів дурний велетень. Джайлс вистрілив в нього з мушкетона, а велетень вирішив, що його кусають величезні ґедзі і пішов додому. Жителі Гема, які бачили цю подію, оголосили Джайлза своїм героєм, а король, дізнавшись про це, відправив йому грамоту і подарував древній меч.
Повернувшись додому, велетень розповідає своїм друзям про те, що в Середньому Королівстві є багаті на врожай поля і немає лицарів, а лише кусючі мухи. Спокушившись цією розповіддю, туди вирушає дракон Хризофілакс Дайвз. Королівські лицарі використовують різні відмовки, щоб не битися з ним, а дракон в цей час наближається до Гема, спалюючи на шляху всі села. Жителі Гема звертаються за допомогою до свого героя Джайлза, але той постійно відкладає зустріч із драконом. Проте, місцевий священик виявив, що меч Джайлза носить ім'я Кодімордакс, або Хвосторуб — древній меч для боротьби з драконами, і фермер зрештою погоджується зустріти ворога. На щастя для нього, Хризофілакс виявився не дуже сміливим — його злякав один вигляд Хвосторуба, а одного удару мечем було досить, щоб заставити його втікати. Біля церкви Джайлз наздогнав Хризофілакса, і місцеві жителі оточили його. Селяни погодилися відпустити переможеного дракона з умовою, що він повернеться через вісім днів з великим скарбом.
Почувши про викуп, король вирішив присвоїти скарб і прибув зі своїми лицарями в Гем чекав повернення дракона. Але Хризофілакс, зрозуміло, обдурив дурних людей і не став повертатися. Король відправив лицарів розшукати дракона і наказав, щоб Джайлз приєднався до них. На сьомий день шляху на загін напав дракон і розігнав лицарів, але знову нічого не зміг вдіяти з Джайлзом. Тоді він запропонував фермеру угоду: якщо той не позбавить його всіх скарбів, Хризофілакс служитиме Джайлзу і допоможе захистити здобич. Джайлз погодився, і коли повернувся в Гем, король спробував заявити права на скарби дракона, але Хризофілакс заставив його і лицарів стікти. Селяни зустріли Джайлза як героя і свого лідера. У наступні роки він ставав паном, графом, принцом і, нарешті, королем Малого Королівства.